# Blepharita sylvatica
Blepharita sylvatica là một loài bướm đêm trong họ Noctuidae.